# Viaduc de franchissement de la rocade de Rennes
Cet article fait partie d'un « bon thème » labellisé en 2025.
Le viaduc de franchissement de la rocade de Rennes ou viaduc sur la rocade sud est un ouvrage d'art ferroviaire de type pont à haubans situé dans le département français d'Ille-et-Vilaine en région Bretagne. Il franchit la rocade de Rennes. Mis en service le 15 mars 2002, le viaduc est emprunté par les rames de la ligne A du métro de Rennes sur son tablier ouest et par une voie verte sur son tablier est.
La longueur totale de l'ouvrage est de 140 m. Dessiné par Norman Foster, il est constitué de deux tabliers en béton soutenus par des haubans tenus par trois pylônes en acier et il a la particularité de n'être traversé que par des rames sortant ou entrant du garage-atelier.

## Situation
Le viaduc, parfois dénommé viaduc sur la rocade sud, se situe entre la station La Poterie, le terminus sud de la ligne A et le garage-atelier de Chantepie.
Ouvrage d'art le plus emblématique de la ligne, le viaduc franchit la rocade de Rennes au point de repère 6.400 et permet aux rames de la ligne A de rejoindre le garage-atelier, il n'est donc pas emprunté en service commercial.

## Caractéristiques techniques

Vue en coupe du viaduc.

La longueur totale du viaduc est de 140 m dont 120 m pour le tablier, avec une hauteur moyenne de 35 m entre le sommet des pylônes et le niveau du sol,. L'ouvrage est composé de trois pylônes de 21 tonnes chacun dont les haubans soutiennent deux tabliers distincts installés de chaque côté : côté ouest le tablier soutenant la voie unique permettant aux rames de rejoindre le garage-atelier et côté est le tablier soutenant une voie verte formant une partie de l'axe Rennes - Vern-sur-Seiche du réseau express vélo.
Les tabliers en béton précontraint sont soutenus par 36 haubans mesurant 10 à 30 mètres de long et composés de 4 à 19 torons : de chaque côté des pylônes, trois paires de haubans sont disposés et s'y ancrent à différentes hauteurs. La portée est de 50 m.
Le tirant d'air entre la chaussée de la rocade et le tablier du viaduc est de 5,40 m en sens extérieur (mesuré sur la bande d'arrêt d'urgence) et 5,70 m en sens intérieur (mesuré sur le terre-plein central).

## Histoire

### Un ouvrage initialement non prévu
Cet ouvrage ne devait pas exister à l'origine : le garage-atelier devait être situé au parc dit de la « plaine d'aventures » de Villejean, mais l'opposition des riverains au tracé aérien pousse le SITCAR en mai 1990, confirmé par le vote du 7 juin à le relocaliser au sud de la ville,,,,.

### Construction
L'architecte est choisi en 1991 : le projet présenté par Norman Foster d'un « trois-mâts » fait forte impression. 
La construction du viaduc débute le 14 octobre 1997 où des étaiements sont posés au dessus de la rocade en vue de la pose du tablier. Les premières piles, ou « béquilles » de l'ouvrage ont été posées le 9 décembre 1998. Il est le premier pont à haubans de la ville. Sa construction s'est faite sans couper le trafic sur la rocade.
Le 27 mars 1998, onze heures sont nécessaires pour couler le tablier en béton. Les mâts sont posés les 27 et 28 août 1998 à l'aide de deux grues puis les haubans, préassemblés en amont sont posés au début du mois de septembre, à l'aide d'un câble et tendus au mois d'octobre suivant,,. Le gros œuvre est achevé à la fin de l'année. Chaque hauban est d'abord pré-tendu via la pièce d'ancrage spécialement conçue pour l'ouvrage puis, une fois les échafaudages retirés, la tension définitive est appliquée. Ils sont constitués de brins, assemblés en torons de trois diamètres différents.
Les voies du métro sont posées au printemps 1999 puis à l'été 2000, l'ouvrage est franchi pour la première fois par un VAL 208 en conduite manuelle, le premier franchissement en conduite automatique a lieu à l'automne. Le coût total de l'ouvrage est inconnu, il s'inscrit dans un budget de génie civil estimé de 221 millions d'euros pour l'ensemble de la ligne A, selon les estimations de janvier 1995,.
En décembre 2001, la marche à blanc de la nouvelle ligne de métro finalise les tests de fonctionnement, avant d'être mise en service le 15 mars 2002,.
Avant même l'ouverture de la ligne A, l'idée de la prolonger à Chantepie par le viaduc est évoquée puis mis de côté en 2007 au profit de la création de la ligne B, avant d'être à nouveau évoqué en 2018 et enterré en 2019 au profit du projet moins coûteux de Trambus,. 

### Acteurs du chantier
La maîtrise d'ouvrage est assurée par la SEMTCAR par délégation de Rennes Métropole et la maîtrise d'œuvre par Systra, Ingérop et EEG-Simecsol,.
Il est dessiné par Norman Foster et construit par GTB et Quille,.